# Birjutj
 For alternative betydninger, se Birjutj (flertydig). (Se også artikler, som begynder med Birjutj)
Birjutj (russisk: Бирюч) er en by i Belgorod oblast i den europæiske del af Den Russiske Føderation.
Birjutj ligger ved floden Tikhaja Sosna, en biflod til floden Don. Byen blev grundlagt den 8. marts 1705  og har et indbyggertal på 7.114 (2021) indbyggere. Birjutj er hovedby i Krasnogvardejskij rajon.